# Arrival (Jordan Rudess-album)
Az Arrival Jordan Rudess első albuma, mely 1988-ban jelent meg. Az anyag csak kazetta formátumban jelent meg, melynek borítóján hibásan a "Jordan Rudes" felirat szerepelt. Az anyag később nem került CD-n újrakiadásra, de az érdeklődők számára mp3 formátumban hozzáférhető a zenész honlapján keresztül. A korongon csak Rudess billentyűs hangszerei hallhatóak, a szerzeményeken pedig olyan előadók hatása is érezhető, mint Vangelis, Peter Gabriel vagy Keith Emerson.

## Számlista
A dalokat Jordan Rudess írta.
1. Danielle's Dance – 6:35
2. Making Waves – 11:02
3. First Waterfall – 7:16
4. View from Above – 4:32
5. Soft Landing – 20:56

## Közreműködők
- Jordan Rudess – zongora, billentyűs hangszerek